# Videoclip Italia Awards 2024
La 3ª edizione dei Videoclip Italia Awards si è tenuta il 2 giugno 2024 presso il Largo Venue di Roma.

## Premi e candidature
I vincitori sono indicati in grassetto, a seguire gli altri candidati.

### Premi speciali

#### Miglior videoclip italiano
- Cocktail d'amore – Mahmood; regia di Torso

#### PremioBillboard Italia
- Il bene nel male – Madame; regia di Martina Pastori[5]

#### Miglior videoclip internazionale
- Madly – The Blaze; regia di The Blaze
- Locket – Audrey Nuna; regia di Valentin Petit
- Of woods and seas – Alaskan Tapes; regia di Andrew De Zen
- Skipping like a stone – The Chemical Brothers e Beck; regia di Pensacola
- Sirens – Travis Scott; regia di Travis Scott

#### Migliore extraclip
- CVLT – Salmo e Noyz Narcos; regia di Dario Argento e YouNuts!
- Tutta la verità sul festival di Sanremo – Colapesce Dimartino; regia di Zavvo Nicolosi e Giovanni Tomaselli
- Who to love – Dave Stewart, Mokadelic e Greta Scarano; regia di Giorgio Testi
- Infinito +1: trailer – Fulminacci; regia di Filiberto Signorello
- Le cose cambiano: trailer – Massimo Pericolo; regia di Davide Vicari

#### Miglior videoclip low budget
- L’Ultimo piano – Lamante; regia di Nicolò Bassetto
- Thin ice – Leatherette; regia di Nicolò Bassetto
- Bella figura – Guidoboni; regia di Martina Mele
- Apnea – Fogg; regia di Lisa Mazzei e Leonardo Fiori
- Salveremo il mondo – Acomeandromeda; regia di Balto

#### Miglior videoclip di animazione
- Roma Est – Leo Pari; regia e animazioni di Marco Brancato
- Cross the – wall rimoon; regia di Solenn Le Marchand, animazioni di Alberto Stevanato
- I wish – Grimoon; regia di Solenn Le Marchand, animazioni di Elisa Bonandin
- Berlin Burning – Johnny DalBasso; regia e animazioni di Michele Canevari
- Rotonda – Thasup e Tiziano Ferro; regia di Erika De Nicola, animazione di Doghead Animation

#### Miglior regista under25
- Marco Pacchiana
- Amedeo Zancanella
- Asia Jennifer Lanni
- Enrico Bellenghi
- Nicolò Bassetto

#### Miglior regista
- Tommaso Ottomano
- Enea Colombi
- Francesco Lorusso
- Martina Pastori
- Simone Peluso

### Generi musicali

#### Miglior videoclip pop
- Cocktail d'amore – Mahmood; regia di Torso
- Bruciasse il cielo – Blanco; regia di Simone Peluso
- A pochi passi – Chiello; regia di Tommaso Ottomano
- Landslide – Hēir; regia di Salvatore Rocco
- Tango – Tananai; regia di Olmo Parenti

#### Miglior videoclip rock
- Gossip – Måneskin; regia di Tommaso Ottomano
- Ghicci ghicci – Brucherò Nei Pascoli  in the Room; regia di Davide Perego
- Thin ice – Leatherette; regia di Nicolò Bassetto
- Crystal ball – Verdena; regia di  Roberto Saku Cinardi
- Mango – Vipra – Guardami!; regia di Barbara Martire

#### Miglior videoclip rap/trap
- Rotonda – Thasup e Tiziano Ferro; regia di Erika De Nicola
- Parafulmini – Ernia, Bresh e Fabri Fibra; regia di Fabrizio Conte
- Ciò che splende – Mecna; regia di Amedeo Zancanella
- Outsider – Nitro; regia di Nicola Corradino
- Cringe – Salmo e Noyz Narcos; regia di YouNuts!

#### Miglior videoclip indie
- Roma Est – Leo Pari; regia di Marco Brancato
- Mare di guai – Ariete; regia di Enea Colombi
- Radio mayday – Lucio Corsi; regia di Tommaso Ottomano

- Piccola – Mobrici; regia di Marco Santi
- Treehouse – Nicaragua; regia di Enrico Cerovac

#### Miglior videoclip elettronica
- Natività – Andrea Costanza; regia di Enrico Bellenghi
- Me monkey (mi manchi) – Cioz; regia di Marco Pacchiana
- Same old grace – K-conjog; regia di Paolo Tresoldi
- Céline rivotril – European Vampire; regia di Michele Formica
- Mattino di luce – Subsonica; regia di Donato Sansone

#### Miglior videoclip alternativo
- Cross the wall – Grimoon; regia di Solenn Le Marchand
- Just a monday – Animaux Formidables; regia: di Donato Sansone
- L’ultimo piano – Lamante; regia di Nicolò Bassetto
- How? – Leland Did It; regia di Antonio Stea
- Hint – SPIME.IM; regia di SPIME.IM e Akasha

### Premi tecnici

#### Migliore fotografia
- Blu celeste – Blanco; fotografia di Alessandro Ubaldi
- Mare di guai – Ariete; fotografia di Alessandro Ubaldi
- Aura capitolo XII – Irama; fotografia di Francesco Lorusso
- Duemilaminuti – Mara Sattei; fotografia di Cristiano Di Nicola
- Pampero – Mox; fotografia di Sammy Paravan

#### Migliore montaggio
- Control – Nitro; montaggio di Nicola Corradino
- Blu celeste – Blanco; montaggio di Simone Peluso
- Radio Mayday – Lucio Corsi; montaggio di Tommaso Ottomano
- Gossip – Måneskin; montaggio di Tommaso Ottomano
- Tutto con te – Olly e Jvli; montaggio di Amedeo Zancanella

#### Migliore scenografia
- A pochi passi – Chiello; scenografia di Viola Aprile e Caterina Pomante
- F.B.F.M / Setiamo / Lei Parlò di Lui – Fasma; scenografia di Elena Barberis e Giulia Somma
- Flavio – Gazzelle; scenografia di Claudia Tozzi e Gaia San Martino
- Diamanti – Negramaro, Elisa e Jovanotti; scenografia di Alessandro Iacopelli
- Lamette – Rose Villain e Salmo; scenografia di Michela Croci

#### Migliore color granding
- Mare di guai – Ariete; color granding di Daniel Pallucca
- Blu celeste – Blanco; color granding di Daniel Pallucca
- Il bene nel male – Madame; color granding di Daniel Pallucca
- Tutto con te – Olly e Jvli; color granding di Enrico Valotii
- Alba – Ultimo; color granding di Alessandro Rocchi

#### Migliori effetti visivi
- Radio Mayday – Lucio Corsi; effetti visivi di Nicholas Cravedi
- A pochi passi – Chiello; effetti visivi di Nicholas Cravedi e Andrea Bazzi
- Cocktail d'amore – Mahmood; effetti visivi di Machine Molle
- Supereroi – Mr. Rain; effetti visivi di Andrea Ferrarello, Nicholas Cravedi e Giorgio Ajello
- Mattino di luce – Subsonica; effetti visivi di Donato Sansone

#### Migliore styling
- Cookies n' Cream – Guè, Anna e Sfera Ebbasta; styling di Ramona Tabita, Ylenia Puglia, Gaia Dallorto e Giorgia Andreazza
- Landslide – Hēir; styling di Mariaelena Morelli
- Gossip – Måneskin; styling di Sara Costantini e Anastasiia Gutnyk
- Tutto con te – Olly e Jvli; styling di Lorenzo Oddo
- Mango – Vipra – Guardami!; styling di Silvia Dongiovanni

#### Migliore make-up & hair
- Gossip – Måneskin; make-up di Chantal Ciaffardini e Vanessa Forlini, hair style di Gabriele Trezzi e Elisa Zamparelli
- Cookies n' Cream – Guè, Anna e Sfera Ebbasta; make-up e hair style di Gaia Dellaquila
- Landslide – Hēir; make-up di  Andrew Denton e Rosa Falco, hair style di Brady Lea, Simona Sassone e Rosa Romagnolo
- Polvere – Olly; make-up e hair style di Greta Giannone
- Mango – Vipra – Guardami!; make-up e hair style di Antonio Lopopolo